# Avgust Munda
Avgust Munda, slovenski pravnik in pedagog, * 1886, † 1971.
Avgust Munda je bil med letoma 1933 in 1956 predavatelj kazenskega prava na Pravni fakulteti v Ljubljani.